# 2022년 동계 올림픽 루지 여자 1인승
2022년 동계 올림픽의 루지 여자 1인승 종목은 2022년 2월 7일 (1·2차)과 2월 8일 (3·4차) 중화인민공화국 베이징시 옌칭구 샤오하이퉈 봅슬레이 루지 트랙에서 진행됐다.  지난 대회 우승자인 독일의 나탈리 가이젠베르거가 다시 한번 금메달을 거머쥐었으며, 올림픽 역사상 최초로 여자 루지 종목 3관왕을 달성하였다. 나탈리 본인에게는 다섯 번째 올림픽 금메달이기도 하다. 가이젠베르거 선수의 뒤를 이어 독일의 아나 베어라이터가 은메달을, 러시아 올림픽 위원회의 타티야나 이바노바가 동메달을 차지하였다. 베어라이터 선수는 이번이 올림픽 첫 메달이며, 이바노바 선수는 2014년 소치 동계올림픽 루지 계주 은메달 이후 첫 개인 종목 메달이기도 하다.
2021-22 루지 월드컵에서는 가이젠베르거 선수가 3위를 기록하였으나, 올림픽 직전 마지막 경기에서는 우승을 차지하였다. 루지 월드컵 1위는 줄리아 타우비츠였으며, 마델라인 에글이 2위에 올랐다. 2018년 평창 동계올림픽 은메달리스트 다이아나 아이트베르거는 임신으로 시즌 경기에 나서지 못했고 출산 직후 경기에 다시 나섰으나 월드컵에서 10위권 밖으로 밀려나 올림픽 출전권을 따내지 못했다. 평창 동계올림픽 동메달리스트 알렉스 고프는 이번 대회를 앞두고 은퇴하였다.
1차 시도에서 타우비츠가 1위를 차지해 트랙레코드를 세웠으나, 2차 시도에서 벽에 부딫히는 바람에 메달경쟁에서 밀려났다. 오스트리아의 에글 선수 역시 1차 시도에서 실수하였고, 2차 시도까지 7위에 머물렀다. 2차까지의 경기 결과 가이젠베르거가 1위에, 아나 베어라이터가 2위에, 타티야나 이바노바가 3위에 올랐다. 3차 시도에서 가이젠베르거 선수는 트랙레코드 신기록을 세웠으며, 이글 선수는 4위까지 분전하였다. 하지만 4차 시도 경기 결과 순위변동 없이 그대로 메달이 확정되었다.

## 예선
이번 대회에서는 총 35명의 선수가 출전하며, 각 국가당 최대 3명까지 출전할 수 있다. 올림픽 시즌 기간에 획득한 점수를 합산한 것을 기반으로 출전권이 부여되며, 기준은 2021년 7월 1일부터 2022년 1월 10일까지이다.
여자 1인승 종목에서는 상위 40위 이내에 든 선수와 그 국가에게 출전권이 부여된다. 국가당 최대 출전선수 제한 규정으로 남게 된 출전권은 32위 이내에 든 국가 중 두번째로 좋은 기록을 낸 해당국 선수에게 돌아가며, 그 다음에도 남은 출전권은 세번째로 좋은 기록을 낸 해당국 선수에게 돌아간다.
2021년 12월 17일 국제 루지 연맹은 예선 일정을 변경한다고 밝혔다. 1차 월드컵에서 참가선수 훈련 기간이 바뀌어 장비가 제때 조달되지 못한 탓에 일정이 바뀌게 된 것이다. 이에 따라 월드컵 시즌 기간 동안 총 7차례의 경기 결과를 토대로 하던 것이 4차례의 경기만 토대로 하는 것으로 바뀌었다.
2022년 1월 19일, 국제 루지 연맹은 올림픽 출전 선수 명단을 최종 확정했다.

### 출전 현황
| 출전선수 | 총 출전권 | 국가 |
| -------- | --------- | --- |
| 3        | 21        | 독일 · 오스트리아 · 미국 · 러시아 올림픽 위원회 · 라트비아 · 이탈리아 · 캐나다                                                                  |
| 2        | 2         | 우크라이나 |
| 1        | 12        | 스위스 · 루마니아 · 대한민국 · 슬로바키아 · 스웨덴 · 중화인민공화국 · 아르헨티나 · 폴란드 · 체코 · 중화 타이베이 · 네덜란드 · 몰도바 · 아일랜드 |
| 35       | 35        | |

1. 1 2  단체 계주 종목 참가국으로서 출전권 부여
2. 1 2 3 4  D3항 1조에 근거하여 40위 이외의 선수에게 출전권 부여

## 결과
2월 5일 1-2차 시도, 2월 6일 3-4차 시도 경기가 치러지며, 총 네 차례의 기록을 합산하여 메달색이 가려진다.
| 순위 | 순서                  | 이름                   | 국가                 | 1차       | 순위      | 2차       | 순위      | 3차       | 순위      | 4차       | 순위      | 합계      | 차이      |
| ---- | --------------------- | ---------------------- | -------------------- | --------- | --------- | --------- | --------- | --------- | --------- | --------- | --------- | --------- | --------- |
| 1    | 1                     | 나탈리 가이젠베르거    | 독일                 | 58.402    | 2         | 58.423    | 1         | 58.226 TR | 1         | 58.403    | 2         | 3:53.454  | 0.000     |
| 2    | 3                     | 아나 베어라이터        | 독일                 | 58.525    | 4         | 58.508    | 3         | 58.348    | 2         | 58.566    | 4         | 3:53.947  | +0.493    |
| 3    | 6                     | 타티야나 이바노바      | 러시아 올림픽 위원회 | 58.733    | 5         | 58.683    | 4         | 58.461    | 3         | 58.630    | 5         | 3:54.507  | +1.053    |
| 4    | 2                     | 마들렌 에글레          | 오스트리아           | 59.342    | 17        | 58.493    | 2         | 58.542    | 5         | 58.432    | 3         | 3:54.809  | +1.355    |
| 5    | 12                    | 하나 프로크            | 오스트리아           | 58.762    | 6         | 58.732    | 5         | 58.532    | 4         | 58.798    | 9         | 3:54.824  | +1.370    |
| 6    | 10                    | 리자 슐테              | 오스트리아           | 58.523    | 3         | 59.074    | 12        | 58.646    | 6         | 58.642    | 6         | 3:54.885  | +1.431    |
| 7    | 5                     | 율리아 타우비츠        | 독일                 | 58.345 TR | 1         | 1:00.075  | 26        | 58.655    | 7         | 58.358    | 1         | 3:55.433  | +1.979    |
| 8    | 9                     | 엘리자 티루마          | 라트비아             | 58.956    | 8         | 58.849    | 6         | 58.865    | 11        | 58.771    | 8         | 3:55.441  | +1.987    |
| 9    | 18                    | 나탈리 마크            | 스위스               | 59.018    | 11        | 59.117    | 13        | 58.913    | 14        | 58.892    | 10        | 3:55.940  | +2.486    |
| 10   | 8                     | 안드레아 푀터          | 이탈리아             | 59.145    | 14        | 59.045    | 10        | 58.852    | 10        | 58.935    | 11        | 3:55.977  | +2.523    |
| 11   | 28                    | 켄디야 아파료데        | 라트비아             | 59.107    | 13        | 59.020    | 7         | 58.928    | 15        | 59.084    | 12        | 3:56.139  | +2.685    |
| 12   | 24                    | 애슐리 파쿼슨          | 미국                 | 59.972    | 26        | 59.024    | 8         | 58.768    | 8         | 58.643    | 7         | 3:56.407  | +2.953    |
| 13   | 19                    | 베레나 호퍼            | 이탈리아             | 58.960    | 9         | 59.037    | 9         | 58.961    | 16        | 59.584    | 16        | 3:56.542  | +3.088    |
| 14   | 15                    | 트리니티 엘리스        | 캐나다               | 59.219    | 16        | 59.053    | 11        | 58.888    | 13        | 59.704    | 17        | 3:56.864  | +3.410    |
| 15   | 13                    | 니나 최겔러            | 이탈리아             | 59.464    | 18        | 59.160    | 16        | 59.085    | 19        | 59.275    | 14        | 3:56.984  | +3.530    |
| 16   | 29                    | 내털리 콜리스          | 캐나다               | 59.193    | 15        | 59.316    | 17        | 59.176    | 21        | 59.570    | 15        | 3:57.255  | +3.801    |
| 17   | 17                    | 매케나 호지슨          | 캐나다               | 59.505    | 19        | 59.477    | 18        | 59.286    | 22        | 59.268    | 13        | 3:57.536  | +4.082    |
| 18   | 4                     | 엘리나 이에바 비톨라   | 라트비아             | 59.025    | 12        | 59.140    | 14        | 59.029    | 17        | 1:00.957  | 18        | 3:58.151  | +4.697    |
| 19   | 26                    | 아일린 프리슈          | 대한민국             | 59.776    | 23        | 59.642    | 20        | 59.055    | 18        | 1:01.811  | 19        | 4:00.284  | +6.830    |
| 20   | 30                    | 토베 코할라            | 스웨덴               | 59.533    | 20        | 59.776    | 21        | 59.333    | 23        | 1:02.431  | 20        | 4:01.073  | +7.619    |
| 21   | 25                    | 율리안나 투니츠카      | 우크라이나           | 59.690    | 22        | 59.844    | 23        | 59.571    | 24        | 진출 실패 | 진출 실패 | 2:59.105  | N/A       |
| 22   | 20                    | 올레나 스테츠키우      | 우크라이나           | 59.663    | 21        | 59.586    | 19        | 59.963    | 27        | 진출 실패 | 진출 실패 | 2:59.212  | N/A       |
| 23   | 23                    | 서머 브리처            | 미국                 | 1:00.986  | 29        | 59.156    | 15        | 59.152    | 20        | 진출 실패 | 진출 실패 | 2:59.294  | N/A       |
| 24   | 34                    | 베로니카 마리아 라베나 | 아르헨티나           | 59.811    | 24        | 59.780    | 22        | 59.719    | 25        | 진출 실패 | 진출 실패 | 2:59.310  | N/A       |
| 25   | 21                    | 카타리나 시모냐코바    | 슬로바키아           | 1:00.124  | 27        | 59.851    | 24        | 59.761    | 26        | 진출 실패 | 진출 실패 | 2:59.736  | N/A       |
| 26   | 14                    | 에밀리 스위니          | 미국                 | 58.971    | 10        | 1:02.439  | 32        | 58.882    | 12        | 진출 실패 | 진출 실패 | 3:00.292  | N/A       |
| 27   | 22                    | 클라우디아 도마라츠카  | 폴란드               | 59.871    | 25        | 59.892    | 25        | 1:01.313  | 31        | 진출 실패 | 진출 실패 | 3:01.076  | N/A       |
| 28   | 11                    | 빅토리야 뎀첸코        | 러시아 올림픽 위원회 | 58.869    | 7         | 1:03.466  | 33        | 58.838    | 9         | 진출 실패 | 진출 실패 | 3:01.173  | N/A       |
| 29   | 32                    | 왕페이쉬안             | 중화인민공화국       | 1:00.986  | 29        | 1:00.391  | 28        | 1:00.025  | 28        | 진출 실패 | 진출 실패 | 3:01.402  | N/A       |
| 30   | 31                    | 안나 체지코바          | 체코                 | 1:00.392  | 28        | 1:01.169  | 30        | 1:00.101  | 29        | 진출 실패 | 진출 실패 | 3:01.662  | N/A       |
| 31   | 33                    | 린신룽                 | 중화 타이베이        | 1:01.550  | 32        | 1:01.057  | 29        | 1:01.004  | 30        | 진출 실패 | 진출 실패 | 3:03.611  | N/A       |
| 32   | 35                    | 도이나 데스칼루이      | 몰도바               | 1:01.928  | 34        | 1:02.192  | 31        | 1:02.174  | 32        | 진출 실패 | 진출 실패 | 3:06.294  | N/A       |
| 33   | 27                    | 엘사 데즈먼드          | 아일랜드             | 1:01.608  | 33        | 1:03.857  | 34        | 1:02.254  | 33        | 진출 실패 | 진출 실패 | 3:07.719  | N/A       |
|      | 16                    | 랄루카 스트러머투라루  | 루마니아             | 1:01:357  | 31        | 1:00.305  | 27        | 경기 포기 | 경기 포기 | 경기 포기 | 경기 포기 | 경기 포기 | 경기 포기 |
| 7    | 예카테리나 카트니코바 | 러시아 올림픽 위원회   | 경기 포기            | 경기 포기 | 경기 포기 | 경기 포기 | 경기 포기 | 경기 포기 | 경기 포기 | 경기 포기 | 경기 포기 | 경기 포기 |           |